# Sous-district de Beixinqiao
Le sous-district de Beixinqiao (chinois : 北新桥街道 ; pinyin : Běixīnqiáo jiēdào) est une subdivision du district de Dongcheng, dans le centre de Pékin, en Chine.
Délimité au nord et à l'est par le deuxième périphérique de Pékin, le sous-district s'étend vers le sud jusqu'à la rue Dongsi shitiao et à l'ouest aux rues Yonghegong dajie et Dongsi beidajie.
Le Temple de Yonghe, le Temple de Bailin et le Temple de Tongjiao sont tous les trois situés dans le sous-district. De même, Beixinqiao accueille l'Académie de médecine traditionnelle chinoise de Chine, le siège de la Croix-Rouge chinoise et l'ambassade de Russie en Chine, ainsi que la station Beixinqiao de la ligne 5 du métro de Pékin. Le sous-district est traversé d'est en ouest par la rue Dongzhimen neidajie, surnommée la « rue du gui » (chinois : 簋街 ; pinyin : guǐ jiē), célèbre pour ses très nombreux restaurants de fondue chinoise, de barbecue et d'écrevisses ouverts 24/7.

## Communautés résidentielles
Le sous-district de Beixinqiao est divisé en seize communautés résidentielles (chinois : 社区 ; pinyin : shèqū).
| Nom          | Chinois    | Pinyin             | Population | Superficie (km²) |
| ------------ | ---------- | ------------------ | ---------- | ---------------- |
| Haiyuncang   | 海运仓社区 | Hǎiyùncāng shèqū   |            |                  |
| Beixincang   | 北新仓社区 | Běixīncāng shèqū   |            |                  |
| Shi'ertiao   | 十二条社区 | Shí'èrtiáo shèqū   |            |                  |
| Menlou       | 门楼社区   | Ménlóu shèqū       |            |                  |
| Shisantiao   | 十三条社区 | Shísāntiáo shèqū   |            |                  |
| Min'an       | 民安社区   | Mín'ān shèqū       |            |                  |
| Banqiao      | 板桥社区   | Bǎnqiáo shèqū      |            |                  |
| Jiudaowan    | 九道湾社区 | Jiǔdàowān shèqū    |            |                  |
| Beiguanting  | 北官厅社区 | Běiguāntīng shèqū  |            |                  |
| Qinglong     | 青龙社区   | Qīnglóng shèqū     |            |                  |
| Xiaoju       | 小菊社区   | Xiǎojú shèqū       |            |                  |
| Cangjingguan | 藏经馆社区 | Càngjīngguǎn shèqū |            |                  |
| Paoju        | 炮局社区   | Páojú shèqū        |            |                  |
| Caoyuan      | 草园社区   | Cǎoyuán shèqū      |            |                  |
| Ertiao       | 二条社区   | Èrtiáo shèqū       |            |                  |
| Qianyongkang | 前永康社区 | Qiányòngkāng shèqū |            |                  |
|              |            | Total              | 82 273     | 2,62             |

## Galerie

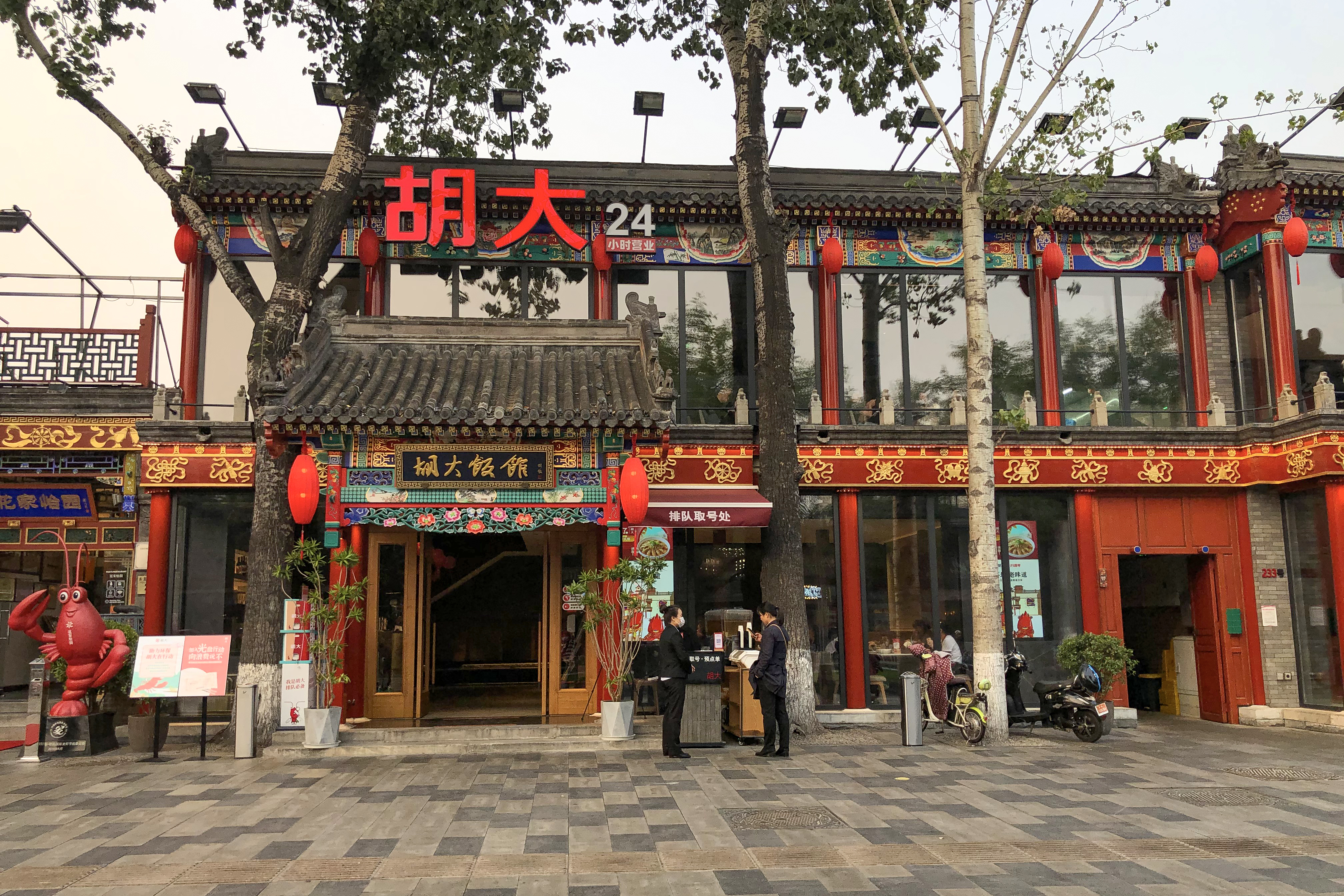
L'une des implantations du restaurant 胡大 (pinyin : Húdà) ouvert 24/7, spécialisé dans les écrevisses, rue Dongzhmen neidajie (octobre 2020)
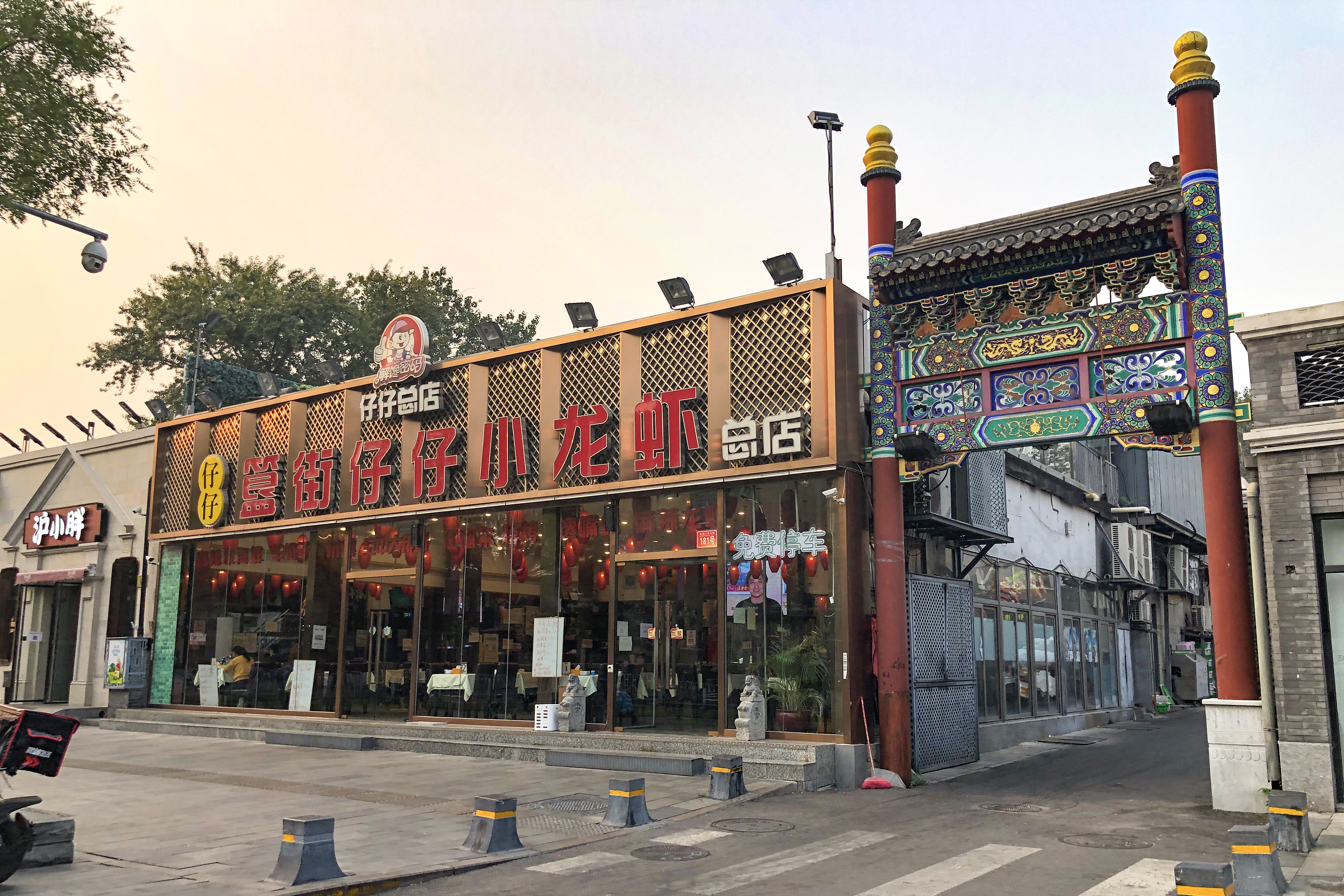
L'une des implantations du restaurant Zaizai Crayfish (chinois : 簋街仔仔小龙虾 ; pinyin : guǐjiē zǎizǎi xiǎolóngxiā) ouvert 24/7, spécialisé dans les écrevisses, rue Dongzhimen neidajie (octobre 2020)
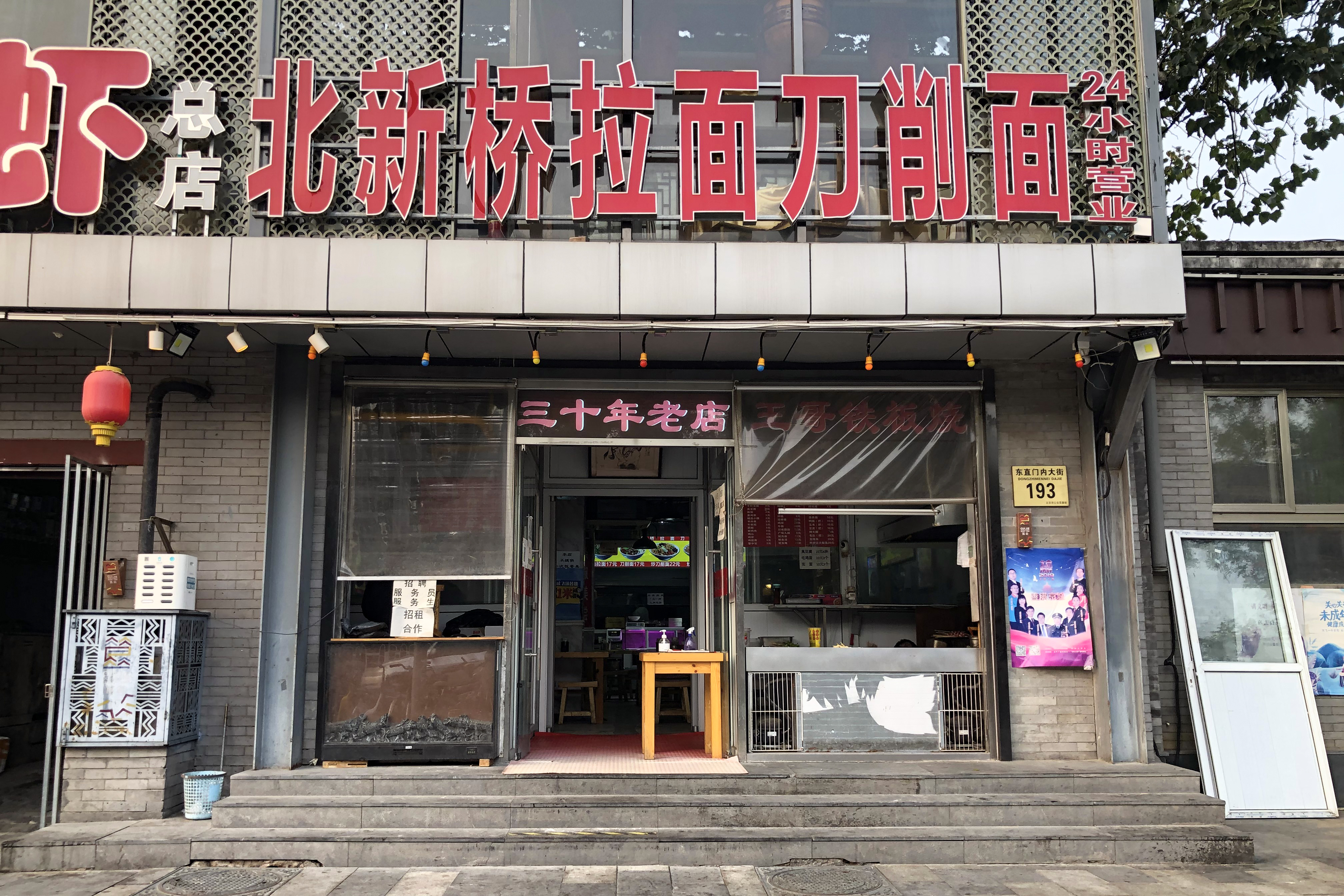
Un restaurant de lāmiàn et de dāoxiāomiàn ouvert 24/7, rue Dongzhimen neidajie (octobre 2020)
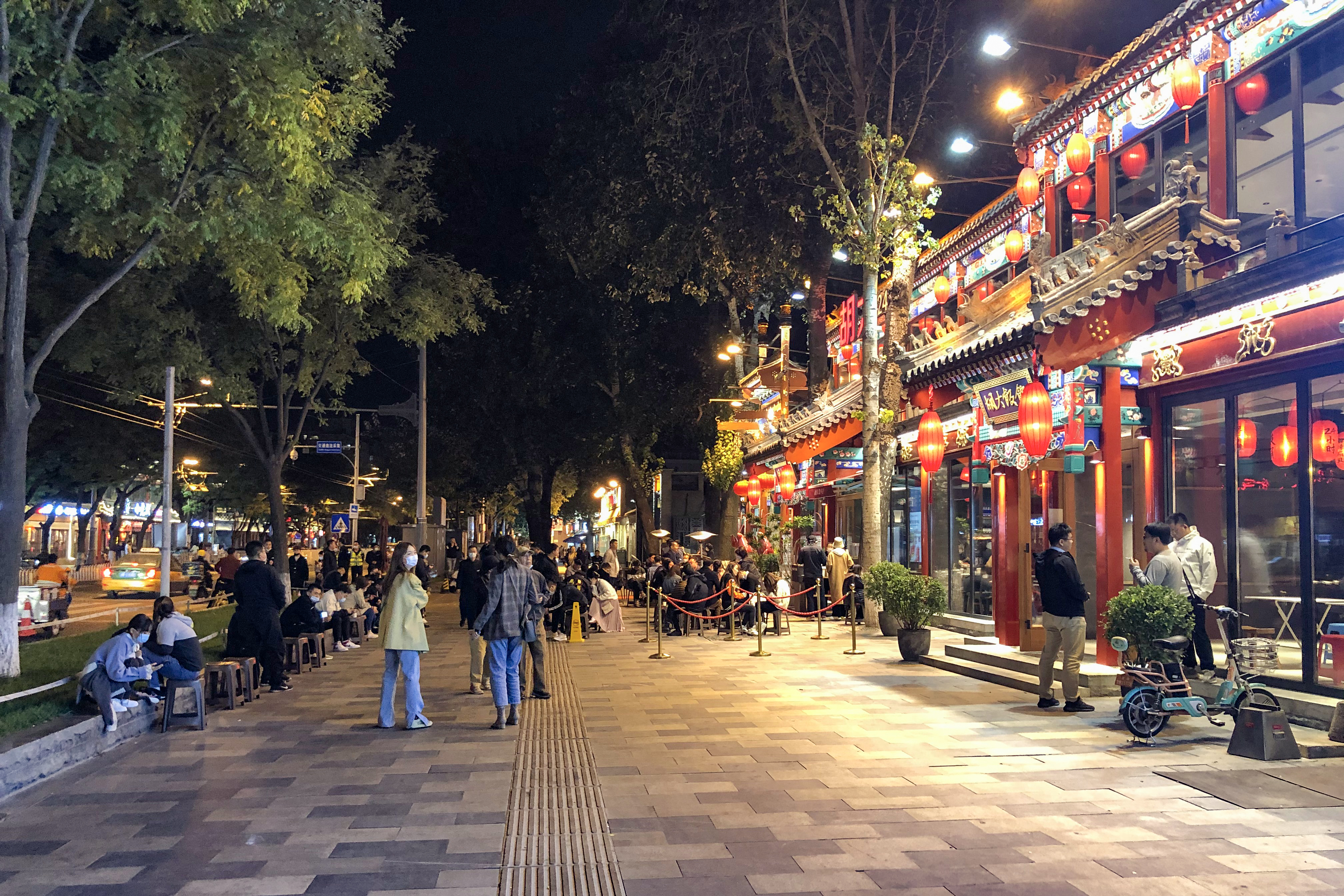
La rue Dongzhimen neidajie de nuit (octobre 2020)